# 林木杞
林木杞（1921年—2005年），台灣基隆深澳坑人，二二八事件生還者，國軍將受難者鐵絲穿掌、成排掃射之見證人。

## 生平
林木杞早年在瑞芳一帶做礦工，二次大戰後成為基隆警察局第二分局工友。二二八事件期間，被三位刑警從第二分局強行帶走，關在總局牢房，未問口供，即被人以槍托毆打。後被帶往陸軍廿一師大營刑求，塞進防空洞，又以軍車載往元町派出所後的海灣（現今基隆文化中心停車場）。上百名國軍將九人串成一排，一共九排（即81人），每人雙手被反綁，用布袋針將鐵絲插穿手掌心到手背，雙腳則從脛骨間穿過，再用布矇上雙眼，以步槍射擊後，以步槍射擊第一人後，任其餘人隨其跌入海中淹死；「基隆火車站前的淺水碼頭撈起幾百具屍體……每一個屍體都雙手反綁，手腕之間以鐵絲穿透手心骨肉後纏繞，每個人的嘴裡都塞了一團布，屍體泡在海水幾天，已經腫脹、變形、眼球突出……」。林木杞因前八人中槍後跌入海中的拉力，也順勢跌入海中，子彈從頭上掃過，國軍雖來不及補槍，但在其小腿上畫了一刀。林木杞落海後，雙腳的鐵絲鬆動，靠著划水的方式掙扎上岸，幸運生還，又在附近南榮公墓躲藏十餘天後才下山。
後來相同的鐵絲穿掌虐殺事件隨著部隊的清鄉行動南下，於五、六月間亦發生於新竹地區：「每個人都被同一條鐵絲從右手心穿過，頭一個的右手背及最後一個的右手心被鐵絲箍一個圈，十個人串成一串，前後距離約50公分，一跛一跛的走過他的旁邊、那些人臉色慘白無血色，走在石頭路上，每走一步，右手就會拉一下，血就滴下來……地上有些污血已經乾涸，料想一大早應該已經走過好幾串人了……」
二二八之後，林木杞不敢待在基隆市區，回去當礦工；但雙手雙腳因為被鐵絲穿過而留下疤痕，即使痊癒仍常感麻疼、痠軟無力，1972年退休。1993年受張炎憲、胡慧玲訪問，其照片成為《基隆雨港二二八》一書之封面。2005年逝世，享年84歲。